# Xanthodirphia
Xanthodirphia is een geslacht van vlinders van de familie nachtpauwogen (Saturniidae), uit de onderfamilie Hemileucinae.

## Soorten
- X. abbreviata Becker & Chacon, 2001
- X. amarilla (Schaus, 1908)